# Flavio Steimann
Flavio Steimann (13 décembre 1945 à Emmen, canton de Lucerne) est un écrivain suisse.

## Biographie
Steimann a suivi une formation pour devenir professeur du primaire et du secondaire, puis a travaillé comme professeur de langues à Willisau. Parallèlement, il a publié des textes littéraires. En 1988, il a participé au concours littéraire Ingeborg-Bachmann à Klagenfurt. Il vit aujourd'hui à Lucerne et a publié des récits et des pièces de théâtre.
En 2018, son livre Bajass est adapté en pièce radiophonique par Hanspeter Müller-Drossaart, qui le présente plus tard en pièce de théâtre one-man-show.

## Prix et distinctions
- 1979 et 1985 : Prix spécial de la ville et canton de Lucerne
- 1982 : écrivain en résidence de la ville et canton de Lucerne
- 1987 : Prix Schiller suisse pour Aperwind
- 1988 : Prix spécial de la fondation Marianne et Curt Dienemann à Lucerne

## Œuvres
- Das Luzerner Spiel vom klugen Knecht, Willisau 1982
- Ulj Schröter, pièce de théâtre, Willisau 1984
- Anna Vögtlin, pièce de théâtre, Willisau 1986
- Passgang, roman, Bâle 1986
- Aperwind, récit. Benziger, Zürich (et Köln) 1987,  (ISBN 3-545-36439-9)
- Gilgamesh, version scénique narrateur et chanteuse, représentation dans le Steinbruch Guber à Alpnach, 1995
- Vögtlin Anna, cantate pour voix, personnages, chœur et instruments, musique : Peter Sigrist, Ettiswil, 1999
- Bajass, roman. Édition Nautilus, Hambourg 2014,  (ISBN 978-3-89401-797-2)[3]. Première traduction française : Éditions Agone, Marseille 2017[4]
- Krumholz, Roman. Édition Nautilus, Hambourg 2021,  (ISBN 978-3-96054-247-6)
- Contributions dans des anthologies

## Sources
- (de) Cet article est partiellement ou en totalité issu de l’article de Wikipédia en allemand intitulé « Flavio Steimann » (voir la liste des auteurs).

1. ↑  (de) « Literaturtport.de - Lexicon - Flavio Steimann », 17 avril 2014.
2. ↑  (de) Arno Renggli, « Schauspieler Müller-Drossaart wagt sich an wortgewaltigen Luzerner Roman », Luzerner Zeitung,‎ 14 janvier 2020 (lire en ligne)
3. ↑  « Viceversa Litterature - Flavio Steiman - Bajass » (consulté le 7 décembre 2016).
4. ↑  « Agone - Flavio Steiman - Bajass » (consulté le 7 décembre 2016).